# Andriasa mitchelli
Andriasa mitchelli là một loài bướm đêm thuộc họ Sphingidae. Nó được tìm thấy ở Malawi.
Chiều dài cánh trước là 34.8-35.2 mm đối với con đực. Nó giống với Andriasa contraria contraria, nhưng lớn hơn.